# Allium majus
Allium majus är en amaryllisväxtart som beskrevs av Aleksei Ivanovich Vvedensky. Allium majus ingår i släktet lökar, och familjen amaryllisväxter. Inga underarter finns listade i Catalogue of Life.